# Emmanuel J. Bauer
Emmanuel J. Bauer OSB (* 1959 in Mistelbach an der Zaya) ist ein österreichischer Philosoph, mit Professur für Christliche Philosophie an der Theologischen Fakultät der Universität Salzburg, Psychotherapeut und Gründer sowie wissenschaftlicher Leiter des Universitätslehrganges für Existenzanalyse und Logotherapie (seit 2016).

## Leben
Er besuchte die Volksschule in Altruppersdorf und das humanistische Gymnasium in Hollabrunn (Matura 1977). Der Benediktiner von Göttweig (Priesterweihe 1983) ist Seelsorger im Sanatorium der Ingenbohler Schwestern (Rum-Innsbruck) und Rektor des Kollegs St. Benedikt (1993–2001). Von 1977 bis 1984 studierte er Fachtheologie und der selbstständige Religionspädagogik an den Universitäten Wien und Salzburg (Mag. theol. 1983) und der Fachphilosophie an den Universitäten Salzburg und Innsbruck (Mag. phil. fac. theol. 1984). Im Oktober 2018 wurde er zum Professor für Christliche Philosophie an der Katholisch-Theologischen Fakultät der Universität Salzburg berufen.
In seiner philosophischen Dissertation an der Theologischen Fakultät der Universität Innsbruck beschäftigte er sich mit dem Denken Spinozas und seiner Interpretation durch F. H. Jacobi. 1995 erfolgte der Abschluss der Habilitation und die Erlangung der Venia docendi für Christliche Philosophie an der Katholisch-Theologischen Fakultät der Universität Innsbruck. Im weiteren Verlauf erfolgten zahlreiche Veröffentlichungen verschiedener Schriften und Artikel sowie philosophische und psychotherapeutisch-wissenschaftliche Vorträge.  

## Schriften (Auswahl)
- Das Denken Spinozas und seine Interpretation durch Jacobi (= Europäische Hochschulschriften XX. Band 270). Lang, Frankfurt am Main 1989, ISBN 3-631-40817-X (zugleich Dissertation, Innsbruck 1986).
- Seht, ich mache alles neu. Einführung in die christliche Spiritualität. Tyrolia-Verlag, Innsbruck/Wien 1991, ISBN 3-7022-1783-5.
- Von der Wissenschaft zur Weisheit. Christliche Gotteserfahrung heute. Tyrolia-Verlag, Innsbruck/Wien 1992, ISBN 3-7022-1834-3.
- Der Herr ist mein Hirte – Beten mit den Psalmen. Mit Bildern von Klaus Ender. Tyrolia-Verlag, Innsbruck/Wien 1993, ISBN 3-7022-1875-0.
- Thomistische Metaphysik an der alten Benediktineruniversität Salzburg, Darstellung und Interpretation einer philosophischen Schule des 17./18. Jahrhunderts (= Salzburger theologische Studien. Band 1). Tyrolia, Innsbruck 1996, ISBN 978-3-7022-2026-6 (zugleich Habilitationsschrift, Innsbruck 1995).
- Wenn das Leben unerträglich wird. Suizid als philosophische und pastorale Herausforderung (Forum Systematik, Bd. 40). Stuttgart: Kohlhammer 2011. (Drei-Autorenwerk).
- Bauer, Emmanuel J. / Tanzer, Ulrike (Hg.): Auf der Suche nach dem Glück. Antworten aus der Wissenschaft. Darmstadt: Wiss. Buchgesellschaft 2011.
- Artikel: Gott ist Liebe – Ein esse ohne Sein? Zu Jean-Luc Marions Kritik an der Onto-theologie, in: Hofer, Hansjörg / Diözesan- und Metropolitankapitel Salzburg (Hg.), Vernunft und Glauben: Gottessuche heute, Salzburg: Verlag Anton Pustet 2016, 61–77.
- Artikel: Existentielle Bedingungen des Glücks, in: Begegnungen. ZS der katholischen Lehrer- und Erziehergemeinschaft 1/2018, 10–15.
- Artikel: Freiheit als in Besonnenheit gelebte Verantwortung. Ein multidimensional bedingter Raum des Dialogs, in: Rausch, Bettina/Varga, Simon (Hg.), Christlich-soziale Signaturen. Grundlagen einer politischen Debatte, Wien: Verlag noir 2020, 361–379.